# Cidadania múltipla

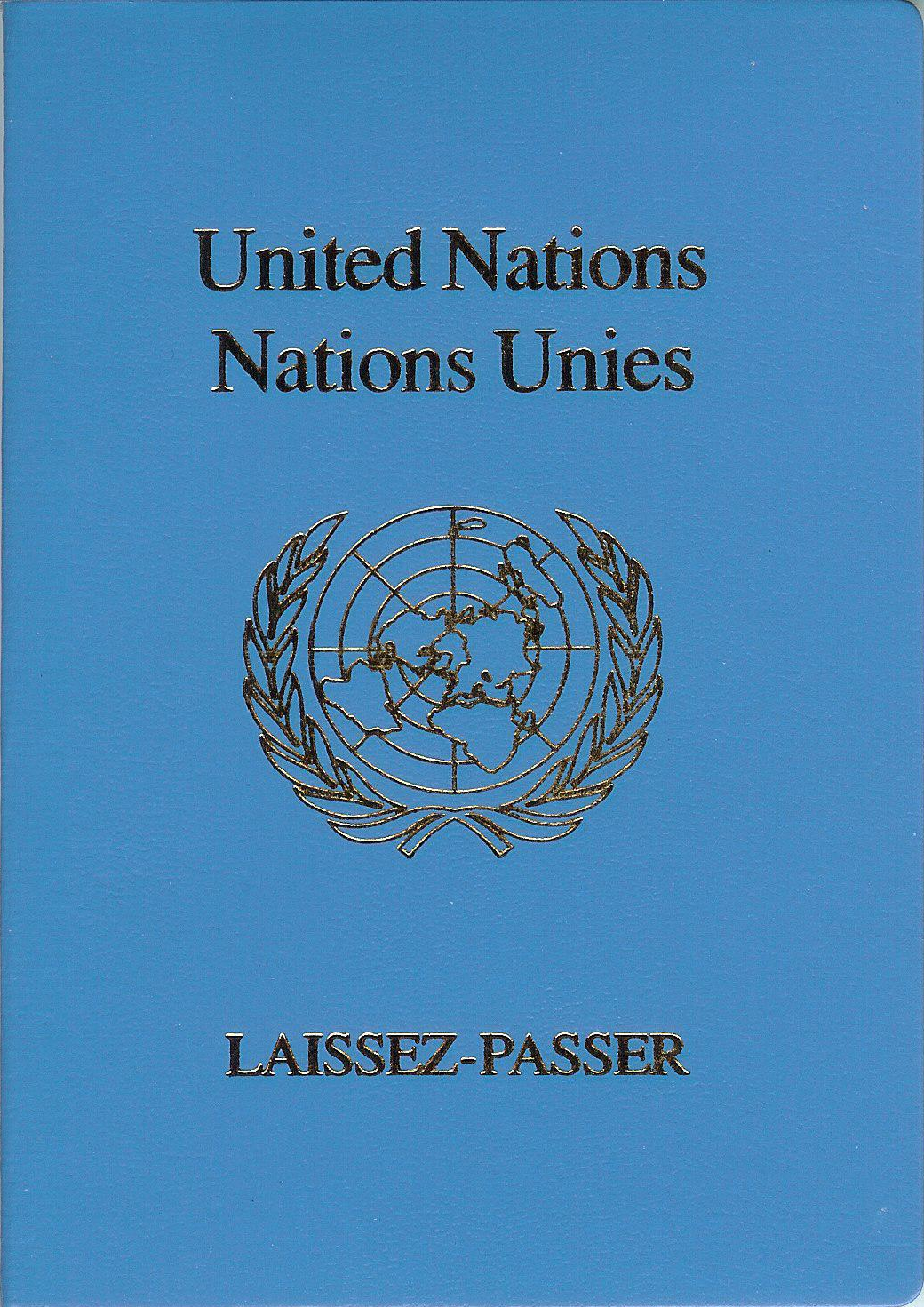
Scan de Laissez-passer emitido pelas Nações Unidas.

Cidadania múltipla é um status no qual um indivíduo é titular da nacionalidade de dois ou mais Estados nacionais, concomitantemente. A situação mais comum é a da dupla cidadania, um cidadão que é titular da nacionalidade de dois países.
A "dupla cidadania" ou "dupla nacionalidade" não é um título concreto e independente, ou seja, uma pessoa não tira dupla cidadania ou pega dupla nacionalidade. A dupla nacionalidade é, portanto, um status derivado simplesmente da acumulação de duas nacionalidades, autónomas entre elas.
Nalguns casos, é possível ser nacional (possuir a nacionalidade) de mais de dois países, o que é chamado de nacionalidade múltipla ou plurinacionalidade.
Todavia, vários países não permitem que seus nacionais sejam titulares de outra nacionalidade além de sua própria. Outros permitem a acumulação de outra nacionalidade desde que esta seja derivada do jus sanguinis, e não por efeito de naturalização.

## Perda de uma das nacionalidades
De acordo o Artigo 15 da Declaração Universal dos Direitos Humanos (DUDH) todo o homem tem direito a uma nacionalidade, de forma que não há uma obrigação prevista em tratado internacional que force um estado nacional em manter a nacionalidade de um nacional que já é titular de uma outra nacionalidade estrangeira.
Na prática, isso significa que um estado nacional pode elaborar leis que preveem a perda ou a retirada da nacionalidade de seus nacionais que já possuem outra nacionalidade estrangeira, ou mesmo limitar os atos jurídicos de quem tem dupla nacionalidade, desde que evitem o status de apátrida.
Em 2016, por exemplo, a Alemanha chegou a debater sobre uma medida antiterrorista que previa a retirada da cidadania alemã para quem já é titular de outra nacionalidade estrangeira e estaria, de alguma forma, envolvido com o terrorismo.

### Limitações civis
Em alguns países o ordenamento jurídico local limita os direitos civis de seus nacionais com dupla nacionalidade. Um exemplo disto é a proibição em muitos países à candidatura, voto ou participação de um nacional com dupla nacionalidade no parlamento local. Estas limitações de direitos são descritas de forma diferenciada pelo ordenamento jurídico de cada país. Israel, Egito, Armênia, Austrália, Nova Zelândia e Filipinas são exemplos de países que limitam os direitos civis de nacionais com dupla nacionalidade.
Também é relativamente comum que determinadas vagas públicas sejam reservadas aos nacionais que apenas possuem uma única nacionalidade, principalmente na área diplomática, uma vez que uma das principais funções de um diplomata é defender os interesses nacionais de um país.
A dupla nacionalidade também pode limitar um nacional em solicitar ajuda diplomática de um país em que é nacional em outro que também é nacional, uma vez que ambos os países mantêm o direito sobre o mesmo indivíduo, ocasionando um conflito diplomático entre ambos os países.

## Exemplos
1. a constituição brasileira prevê a múltipla nacionalidade de brasileiros natos apenas em duas situações específicas: de imposição de naturalização, pela norma estrangeira, ao brasileiro residente em estado estrangeiro, como condição para permanência em seu território ou para o exercício de direitos civis; ou de reconhecimento de nacionalidade originária pela lei estrangeira,[8] como no caso de um cidadão brasileiro cujo pai é português e a mãe italiana, que pode ser titular da nacionalidade de três países ao mesmo tempo. Brasileiro por jus soli, português e italiano por jus sanguinis.
2. um cidadão português residente no Brasil há vinte anos pode ser brasileiro sem ter de renunciar à nacionalidade portuguesa, tendo que requerer a nacionalidade brasileira e não ter nenhuma condenação penal.